# Demidevimon
Demidevimon conocido en Japón como PicoDevimon(ピコデビモン, Pikodebimon) tiene la forma de un murciélago, pero su cabeza ocupa todo su cuerpo y carece de garras en las alas, que se unen a una suerte de casco hecho de algo parecido a piel dura de color azul oscuro, bajo el que asoma una mata de pelo oscuro. El resto es de una piel violácea-cenicienta. Sus dos dedos delanteros y pulgar de sus patas inferiores poseen garras de un color granate. Su rostro, carente de nariz, luce algunas cicatrices y una calavera en la frente. Su ataque Demiagujas consiste en lanzar jeringuillas envenenadas.

## Actuación en la serieDigimon Adventure
Demidevimon intentó conseguir los emblemas de los niños elegidos mediante engaños, fracasando una y otra vez. Posteriormente trató de reunir un ejército, consiguiendo tan solo una docena de debiluchos dirigidos por un digimon alcohólico, Nanimon. Durante la invasión al mundo real, intentó encontrar y acabar con el octavo niño, sin éxito. Cuando Myotismon fue derrotado y resucitado, fue digerido por él junto con el resto de los digimons derrotados.
| Nivel        | Cuerpo        | Digimon        |
| ------------ | ------------- | -------------- |
| Bebé         | Bebé          | Zurumon        |
| Básico       | Básico        | Pagumon        |
| Principiante | Infantil      | Demidevimon    |
| Campeón      | Maduro/Adulto | Devimon        |
| Ultra        | Perfeccionado | Myotismon      |
| Mega         | Supremo       | VenomMyotismon |